# Pedro de Jesús Maldonado
San Pedro de Jesús Maldonado Lucero (Chihuahua, 15 de junio de 1892 - ibídem, 11 de febrero de 1937) fue un sacerdote diocesano mexicano, es el primer santo y mártir canonizado de Chihuahua, México, resultado de la Segunda Guerra Cristera.

## Infancia y juventud
Pedro de Jesús fue hijo legítimo del señor Maldonado y de la señora Micaela Lucero, y tuvo siete hermanos. Nació en un barrio de la ciudad de Chihuahua conocido como San Nicolás, hoy Col. Obrera. Pedro Maldonado entró al seminario diocesano a los 17 años de edad, donde tuvo un buen desempeño, sin ser el mejor de los estudiantes, destacó por su piedad y devoción eucarística pues su amor a Jesús Sacramentado, lo llevó a ser su continuo adorador y fue fundador de muchos turnos de adoración nocturna entre los feligreses a él confiados,[¿según quién?] así como su declaración en los días como seminarista, cuando se forjó el propósito que lo llevaría a la santidad: 
"He pensado tener siempre mi corazón en el cielo y en el sagrario". 
En los años de 1913 a 1914, ante la persecución religiosa muchos seminaristas huyeron a El Paso Texas, pero Pedro permaneció en la capital de Chihuahua y se aficionó por la música. Posteriormente se reincorporó a los estudios sacerdotales.
Después de concluir sus estudios en Chihuahua fue ordenado sacerdote en El Paso Texas por Anthony Joseph Schuler, S.J., Obispo de esa diócesis, ya que el Obispo de Chihuahua se encontraba enfermo en el Distrito Federal. Aunque sus primeras misas fueron celebradas en El Paso su Canta misa, o Primera Misa Solemne fue el 11 de febrero de 1918 en el Templo de la Sagrada Familia en Chihuahua en el día de la Virgen de Lourdes de quien era devoto conservando con piedad una estatuilla francesa que le regalaron en recuerdo de su misa solemne.

## Sacerdocio
Trabajó por los indígenas Tarahumaras y buscó reducir la cantidad de bebidas alcohólicas que consumían y los reducían al vicio. Vivió en el distrito de Jiménez y allí fue perseguido y en múltiples ocasiones golpeado por grupos masónicos aún dentro de la iglesia pues incluso fue sacado a golpes del confesionario.
El Padre Maldonado era sensible a las necesidades de la gente y solía ayudar a los pobres con dinero y ropa y él mismo crio y educó a un huérfano pobre. Le gustaba visitar los campos en tiempo de cosecha y los campesinos le pedían que les bendijera los campos invadidos por plagas de langosta. Son muchos los testimonios de que más de una vez expulsó las langostas de los campos con su oración. Tuvo un interés especial en la educación católica de los niños, los jóvenes y los adultos y les explicaba la historia de la salvación por medio de fotografías y de forma didáctica.
Entre 1926 y 1929 fue constantemente cazado según biógrafos "como a un animal". Los tres períodos de la persecución religiosa vieron al Padre Maldonado huyendo constantemente de la policía y de los agentes de gobierno. Concluida la persecución regresó a su parroquia de Santa Isabel 
La segunda Guerra Cristera, (1932-1938) fue muy sentida en el estado de Chihuahua por lo que Maldonado volvió a la clandestinidad. El Viernes Santo de 1936, mientras regresaba a su escondite en el poblado llamado La Boquilla, en Santa Isabel, después de una visita para ayudar a una mujer moribunda en la vecindad de la estación del tren del mismo pueblo, fue emboscado junto con sus acompañantes. Al día siguiente se contaron doscientos cartuchos en el lugar de la emboscada.

## Martirio
El miércoles de ceniza de 1937, 10 de febrero, fue detenido por esbirros del gobierno quienes lo sacaron de su escondite en una ranchería y lo llevaron descalzo hasta el edificio del ayuntamiento. Allí fue golpeado salvajemente, le fracturaron el cráneo y le saltaron el ojo izquierdo. Llevaba consigo una píxide con la eucaristía la cual cayó al piso. Sus verdugos tomaron las hostias y se las metieron en la boca diciéndole: "Comete esto". No sabían que así cumplían la última voluntad del santo.
Al comprobar su estado grave dejaron que fuera llevado a Cd. Chihuahua donde murió el 11 de febrero de 1937, en el día del aniversario número 19 de su cantamisa. La causa de su muerte fue una brutal y salvaje golpiza que le causó un severo daño cerebral y heridas en diversas partes del cuerpo.

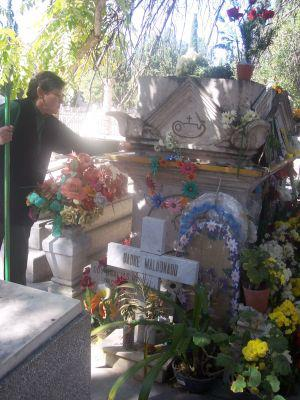
Sepulcro del Padre Maldonado en el panteón de Dolores en Chihuahua.

Fue sacerdote de la diócesis de Chihuahua y hasta el momento de su muerte había estado ejerciendo su ministerio en la parroquia de Santa Isabel, que tiene su sede en el pueblo del mismo nombre, al que los revolucionarios pocos años antes habían cambiado por el de General Trías, con la intención de borrar de la geografía chihuahuense toda alusión al catolicismo. Posteriormente el pueblo retomó su nombre original, que fue dado por los primeros misioneros franciscanos en honor a Santa Isabel de Hungría, terciaria franciscana.
En el Registro Civil de la ciudad de Chihuahua, en el libro número 117, de la Sección de Defunciones, está registrada el acta número 171, firmada por el Juez del Registro Civil en la que hace constar que a las 17 horas. 15 minutos, del jueves 11 de febrero de 1937, recibió un oficio del Juzgado 1º de lo Penal, número 106, del Distrito Morelos, Chihuahua, en el que se le comunica que le fue practicada la autopsia de ley al cadáver de quien en vida llevara el nombre de Pedro Maldonado y se ordena proceder de inmediato a su inhumación. Según esa misma acta, el difunto contaba al momento de fallecer con 42 años de edad, era sacerdote católico originario de la ciudad de Chihuahua y vecino de General Trías.
Tanto el testimonio del juez, los testigos oculares y los documentos relacionados con el caso coinciden en que fue muerto por homicidio. Para el pueblo de Chihuahua, así como para sus hermanos sacerdotes y el obispo diocesano, don Antonio Guízar y Valencia, el Padre Maldonado fue un mártir. Esta firme y constante creencia popular fue confirmada por la voz oficial de la Iglesia cuando el Papa Juan Pablo II lo declaró beato en 1992 y lo canonizó en el año 2000.
Historiadores afirman que el asesinato del P. Maldonado conmocionó no solo al pueblo de Chihuahua sino también más allá de las fronteras del estado y de México. Todavía más que la muerte de Pancho Villa. Esto ocurrió a finales del gobierno del general Lázaro Cárdenas, y la conmoción que provocada con el asesinato no benefició al gobierno recién instalado de Gustavo L. Talamantes y provocó el escepticismo en los esfuerzos y la autenticidad de Cárdenas por pacificar a México. El expresidente Plutarco Elías Calles quién inició la persecución a los católicos más feroz en la historia de México vivía en exilio en los Estados Unidos, deshonrado públicamente y arrojado del poder por su propio hijo político. Tras el martirio del P. Maldonado la libertad religiosa fue un hecho en Chihuahua desarticulando en pocos meses la ardua labor del gobierno y las logias masónicas por descristianizar el norte.

## Su canonización
El padre Maldonado gozó ya durante su vida del aprecio de sus feligreses y de fama de sacerdote santo, apostólico y piadoso. Esa fama se acrecentó después de su muerte, añadiéndose en la población católica la convicción de que su muerte había sido un auténtico martirio, es decir, que lo habían matado por su empeño en ejercer el sacerdocio y por odio a su fe. Su sepulcro fue convertido en lugar de oración y siempre lleno de velas, flores y exvotos.

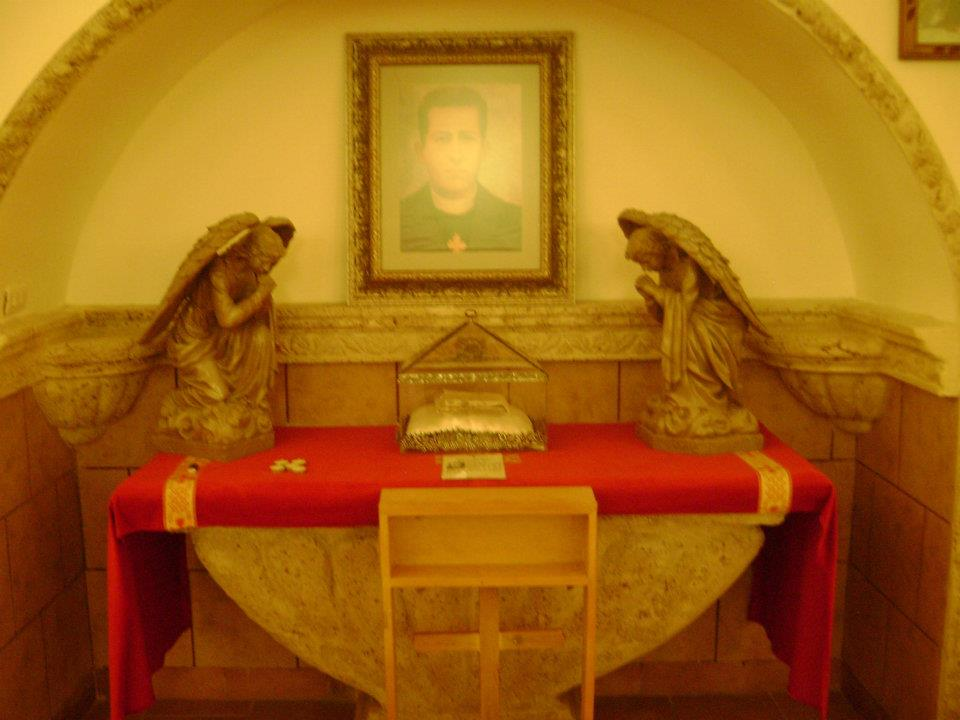
Reliquia de la sangre del Padre Maldonado en la capilla de la Fraternidad Sacerdotal San Pío X en Chihuahua

Algunos años después de su muerte, el obispo Antonio Guízar y Valencia, convencido de que algún día se abriría su proceso de canonización, le encargó de palabra a Monseñor Martin L. Quiñones que recogiera todo el material que pudiera sobre la vida y martirio del padre Maldonado. En 1975 Adalberto Almeida y Merino, Arzobispo de Chihuahua, nombró oficialmente a Mons. Quiñones Promotor de la Causa de Canonización del mártir chihuahuense.
Mons. Quiñones trabajó algunos años en combinación con la Comisión Episcopal para la Introducción de los Procesos de Beatificación de los Mártires Mexicanos, pues la causa del padre Maldonado se juntó con las de otros sacerdotes y laicos martirizados en tiempos de la persecución de Calles.
Como estas causas sufrieron un cierto retraso porque algunos de los procesos iban más lentos, el 12 de octubre de 1984 la Sagrada Congregación para las Causas de los Santos hizo a la Arquidiócesis de Chihuahua una atenta exhortación para que se acelerara el proceso del Padre Maldonado, iniciando formalmente su Causa de Canonización. 

## Reliquias

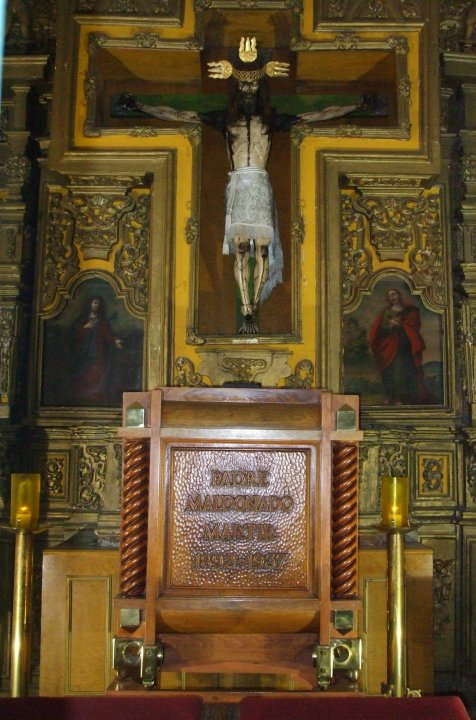
Reliquias de San Pedro Maldonado en la Catedral de Chihuahua

Las reliquias San Pedro de Jesús Maldonado se encuentran en una urna de madera en la Capilla del Señor de Mapimí en la Catedral de Chihuahua. Una urna itinerante contiene algunos de sus restos y es este relicario el que visita las iglesias de la diócesis. En Santa Isabel se conserva el confesionario usado por el santo. La Fraternidad Sacerdotal San Pío X venera en la Iglesia de San José en Chihuahua la tela manchada con sangre y que cubrió el cuerpo del padre Maldonado en el hospital. Durante la ceremonia de beatificación Juan Pablo II al besar el relicario lo hizo precisamente donde se colocó la reliquia del mártir chihuahuense, precisamente un trozo de tela con sangre.